# Terres-de-Druance
Terres-de-Druance – gmina we Francji, w regionie Normandia, w departamencie Calvados. W 2013 roku liczba ludności wynosiła 948 mieszkańców. 
Gmina została utworzona 1 stycznia 2017 roku z połączenia trzech ówczesnych gmin: Lassy, Saint-Jean-le-Blanc oraz Saint-Vigor-des-Mézerets. Siedzibą gminy została miejscowość Lassy.